# Antoni Degutis
Antoni Degutis (ur. 28 października 1957) – polski gitarzysta rockowy.

## Kariera muzyczna
Na I Ogólnopolskim Przeglądzie Muzyki Młodej Generacji Jarocin'80 występował w składzie bluesowego zespołu Mietek B.B.. Następnie grał w zespole Jeep. W latach 1984–1986 oraz w 1998 roku grał na gitarze w zespole TSA. Zastąpił w składzie zespołu Andrzeja Nowaka.
Brał udział w nagraniu płyt: Heavy Metal World (1985), Rock 'n' Roll (1988), Live '98 (1998),  TSA w Trójce akustycznie (1999). Po rozstaniu z TSA wyemigrował do Kanady.